# Цаблиани
Багрипш (абх. Багрыпщ), до 1992 года (и по сей день в Грузии) Цаблиани (груз. წაბლიანი) — село в Абхазии, в Гагрском районе частично признанной Республики Абхазия, согласно административному делению Грузии — в Гагрском муниципалитете Абхазской Автономной Республики. Высота над уровнем моря составляет 360 метров.

## Население
По данным 1959 года в селе Цаблиани жил 251 человек, в основном армяне и грузины. В 1989 году в селе проживало 80 человек, в основном армяне.

## История
Согласно Постановлению ВС Республики Абхазия от 4 декабря 1992 село Цаблиани было переименовано в Багрипш. По законам Грузии продолжает носить название Цаблиани.